# Musique du roi
De Musique du roi is de naam voor het totaal aan instituties die de musici verenigden die belast waren met de vieringen, het vermaak en de voorstellingen van het Franse hof. Die instituties waren alle onderdeel van de Franse hofhouding (Maison du roi), het huishoudelijk bestuur dat in Frankrijk bestond onder het ancien régime en onder de Restauratie tijdens het bewind van Lodewijk XVIII en Karel X.
De basis voor dit complex van instituties werd tussen 1578 en 1585 gelegd door Hendrik III en later, onder Lodewijk XIV uitgebouwd onder Jean-Baptiste Colbert.
Aan het hoofd van de hofhouding stond de Grand maître de France, een van de belangrijkste posities in het koninkrijk. Het Maison du roi omvatte 22 afdelingen, ondergebracht in drie hoofdafdelingen voor civiele, militaire en kerkelijke aangelegenheden, met aan het hoofd van elke afdeling een maître.
Voor muziek werd een beroep gedaan op verschillende afdelingen, soms afzonderlijk, soms in combinatie.

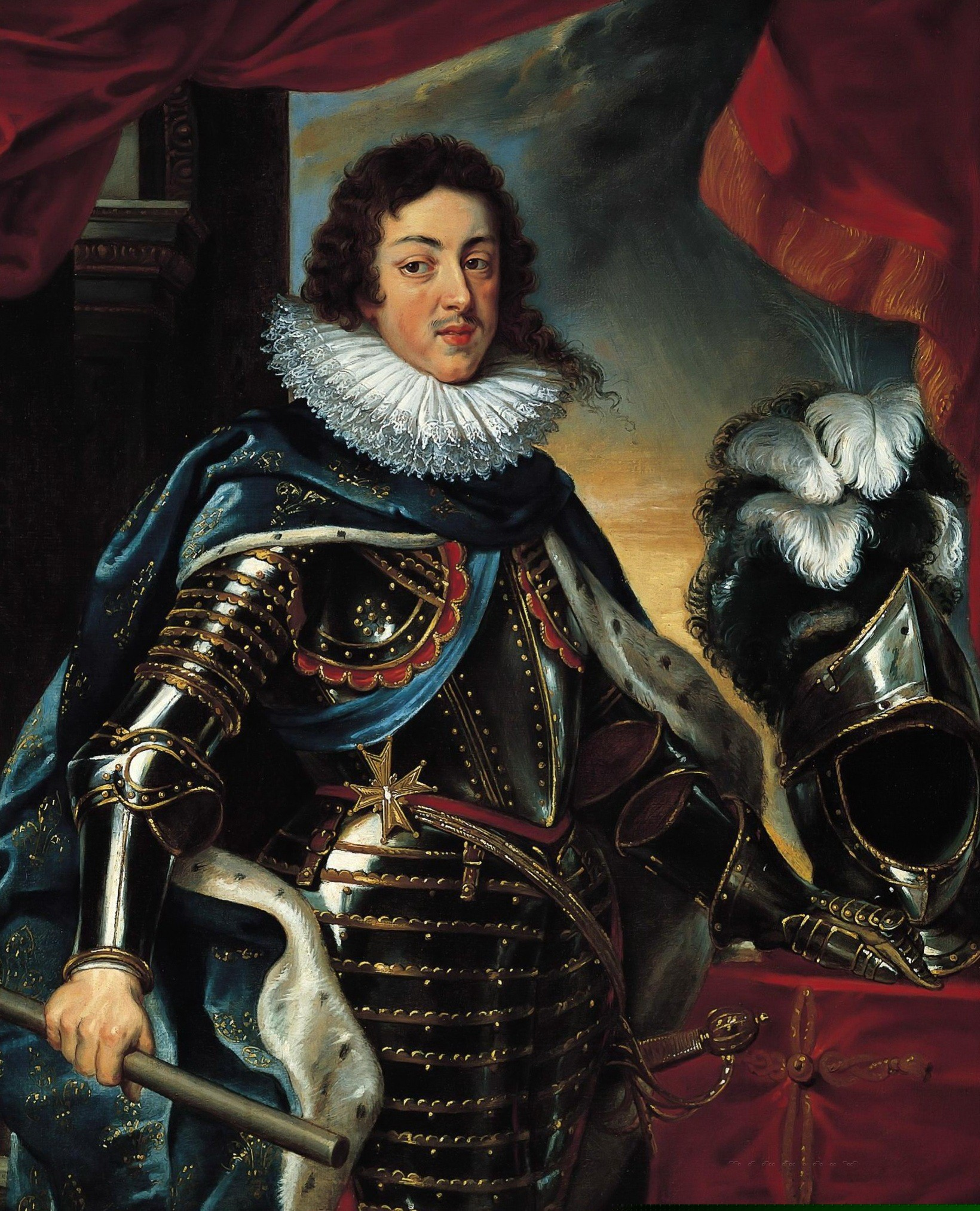
Lodewijk XIII van Frankrijk (1601–1643)
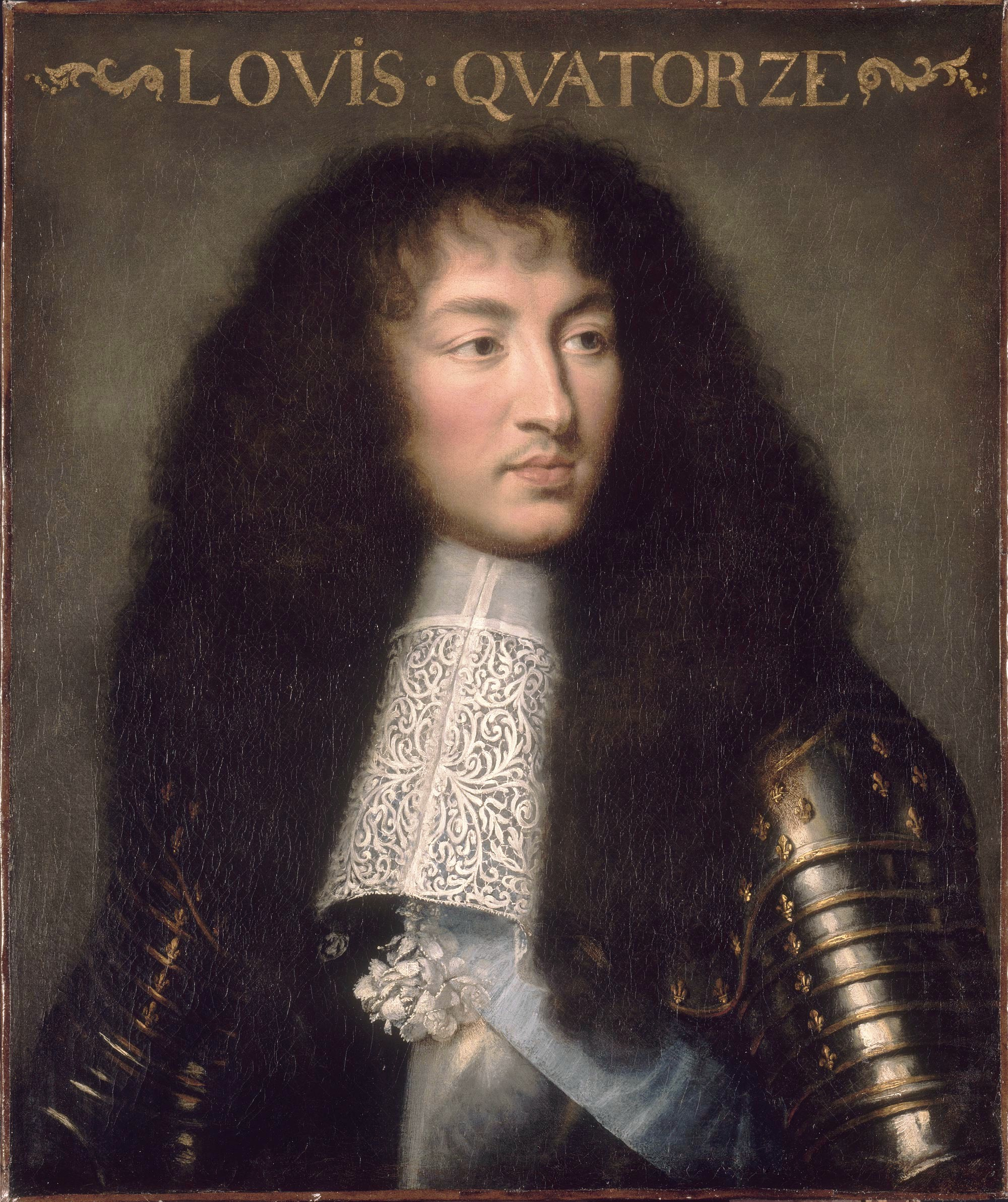
Lodewijk XIV van Frankrijk (1638–1715)
Henriëtte Anne van Frankrijk (1727–1752)

Muziek was voor vorstelijke personen, zeker bij de Bourbons, een belangrijk onderdeel van de opvoeding: men speelde klavecimbel, luit, gitaar (Louis XIV) of viola da gamba, soms beoefende men de zangkunst, in uitzonderlijke gevallen componeerde men (Louis XIII), maar altijd beoefende men de dans. Een stoet aan professionele musici diende de vorst, zowel voor muziek met een gebruikskarakter (religieus, militair, ceremonieel) als voor muziek ter verpozing (dans, opera, kamermuziek enz.).
Musici konden op verschillende manieren in dienst komen van een van de afdelingen van de hofhouding belast met muziek. Als regel trad men toe tot de Musique du roi door deelname aan een concours (waarbij met name Lodewijk XIV zich persoonlijk intensief bemoeide), maar daarnaast waren er benoemingen na gebleken kwaliteiten tijdens uitvoeringen aan het hof.
- Posten waren te koop, waarmee de musicus een ambt bekleedde, een office, en daarmee officier werd (NB. het woord officier heeft zowel in het Frans als Engels een ruimere betekenis dan in het Nederlands). Deze gekochte posten waren erfelijk en gingen dus in de handen over van de erfgenamen van de musicus (zie bv. de Familie Couperin). Vanzelfsprekend moesten de musici competent zijn en een niet bekwame erfgenaam kon de post daarom uitbesteden.[2] Gezien de kosten die waren gemoeid met het verwerven van een dergelijk office, waren het vooral leden van de (kleine) bourgeoisie die deze ambten konden verwerven.
- Voor hen die zich het niet konden permitteren om een ambt te kopen bleef alleen de mogelijkheid over toe te treden tot de groep van musiciens ordinaires (de gewone musici), kortweg ordinaires genoemd. Zij dienden doorlopend aan het hof; hiervoor ontvingen zij dagvergoedingen met in aanvulling daarop onkostenvergoedingen en allerlei extra vergoedingen in geld of natura (bij bepaalde feestdagen, van de kerk, bij goede stipte dienstuitoefening) en een pensioen met een min of meer permanent karakter.
- Een derde groep werd gevormd door de musiciens extraordinaires (buitengewone musici), die in tijdelijke betrekking waren en uit de stad (=Parijs) kwamen of de provincie of het buitenland. Zij ontvingen gratificaties en zelfs pensioenen betaald uit de privékas van de koning.

Voor muziek was de verantwoordelijkheid verdeeld over drie afdelingen van het Maison du roi: 
- de Chapelle (royale) (letterlijk de 'kapel', maar verwijzend naar alle kerkelijke aangelegenheden);
- de Chambre (betrekking hebbend op de kern van het hof: de directe omgeving van de koning en van zijn functie)
- de Écurie (letterlijk de 'stal'; in de eerste plaats dus gericht op alles wat de paarden betreft, maar daarnaast op alles wat in verband moest worden gebracht met ruiterij)
- De Chapelle had twee autonome afdelingen, met aan het hoofd de Grand aumônier de France (grootaalmoezenier):
  - de Chapelle-Oratoire was belast met de religieuze ceremonieën en met het gregoriaans, uitgevoerd door geestelijken, onder leiding van de Maître de l'Oratoire.
  - de Chapelle-Musique stond onder leiding van een prelaat, de Maître de Chapelle. De muzikale verantwoordelijkheid lag bij de sous-maître. Belangrijke Franse componisten zijn sous-maître geweest, zoals Eustache du Caurroy en Henry Dumont. Onder Lodewijk XIV werden vier sous-maîtres benoemd, ieder gedurende een kwartaal verantwoordelijk voor de kerkmuziek. De eerste vier waren de al genoemde Nicolas Goupillet, Pascal Colasse, Guillaume Minoret en Michel-Richard Delalande. Zij werden na een groot concours in 1683 benoemd. Delalande verkreeg in de loop der tijd de verantwoordelijkheid over alle vier de kwartalen. De sous-maîtres beschikten over om en nabij de 100 zangers: de groep bas-dessus (sopranen en alten) bestaande uit jonge jongens en Italiaanse castraten, de groep hautes-contre en hautes-tailles (beide tenoren, respectievelijk met een hoge en lagere ligging van de stem), de basses-tailles (baritons), de basses-chantantes (bassen die alleen zongen) en de basses 'pouvant jouer du serpent' (bassen die ook een serpent konden bespelen). Het koor bestond uit leken, niet uit geestelijken; aan het eind van de 17e eeuw konden ook vrouwen, en ook als solistes, van het koor deel uitmaken. De taak omvatte het muzikaal bijdragen aan alle dagelijkse, periodieke en incidentele kerkelijke ceremonieën: de getijde gebeden, het Lof, missen, processies, de Donkere Metten, dopingen, huwelijkinzegeningen, begrafenissen, het zingen van het Te Deum enz. Tijdens de uitvoering van Grand motets kon het koor het beste van zijn kwaliteiten tonen. De belangrijkste hulp van de sous-maître was de organist, een post die door een keur aan vooraanstaande musici is bekleed (Guillaume-Gabriel Nivers, Nicolas Lebègue, François Couperin, Louis Marchand, Jean François Dandrieu, Louis-Claude d'Aquin, François Dagincour…). Zijn taak was vooral het geven van een eenvoudige basso continuo ter ondersteuning van de polyfonie van de zang, het improviseren op thema's uit het gregoriaans en liturgische gezangen componeren. De meeste organisten waren ook klavecinist en voerden wereldlijke muziek uit onder de verantwoordelijkheid van de Chambre (zie hieronder). Na de dood van Joseph Chabanceau de la Barre in 1678 besloot men, evenals later voor de sous-maîtres, de post over 4 kwartalen te verdelen: Jacques Thomelin, Jean-Baptiste Buterne, Nivers en Lebègue waren de eerste vier.

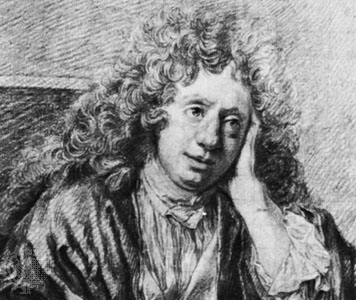
Michel-Richard Delalande (1657-1726)
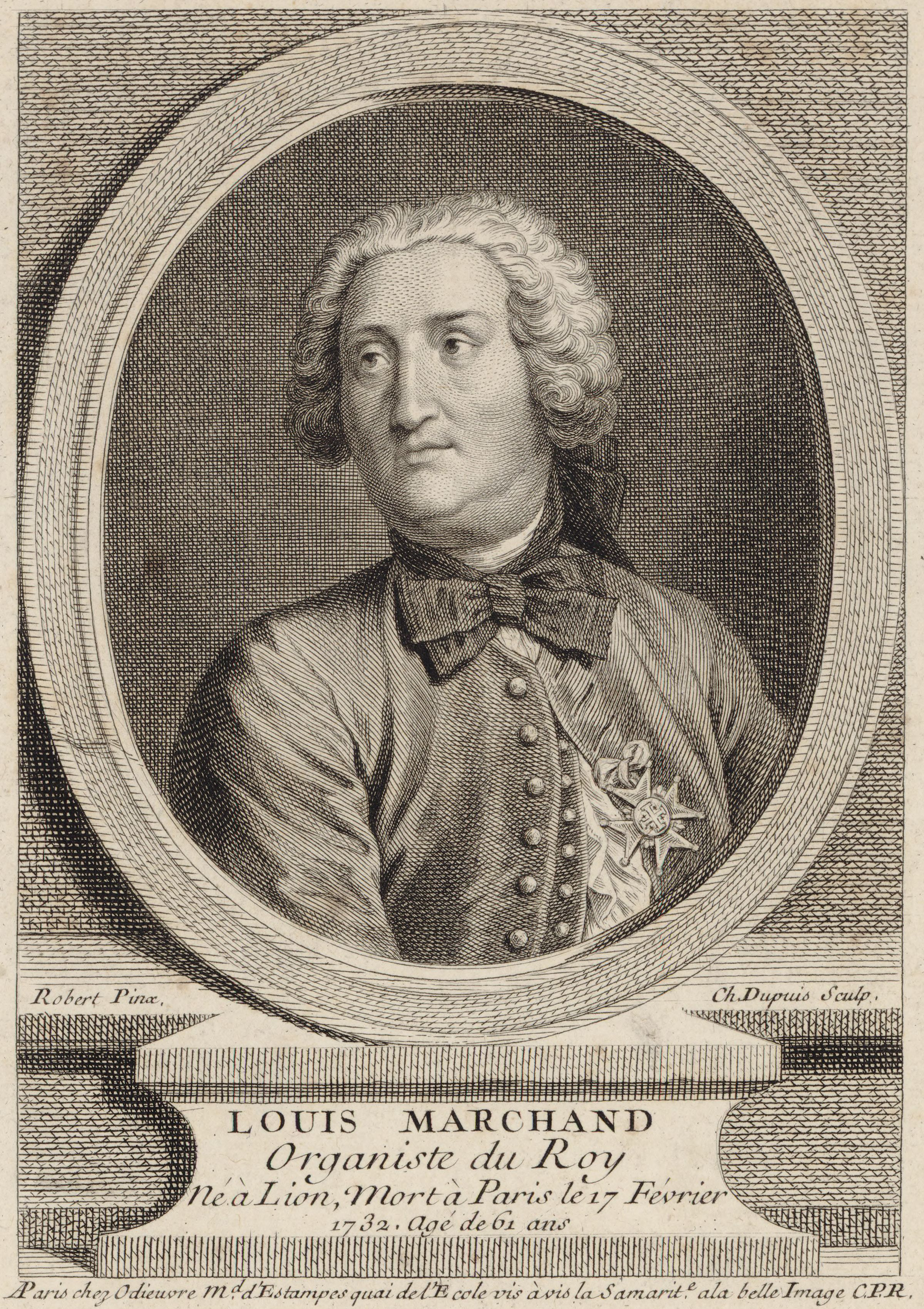
Louis Marchand (1669–1732)
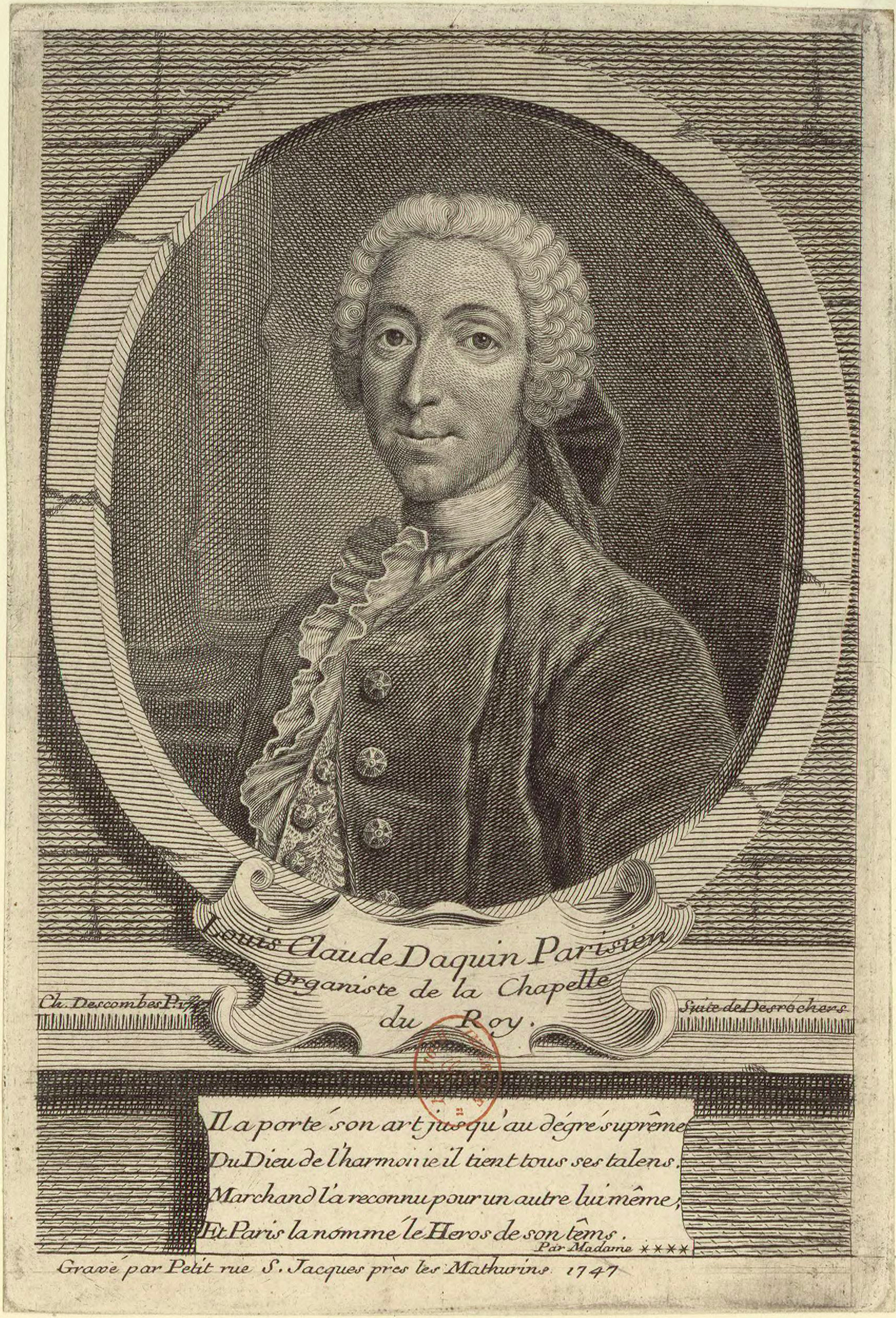
Louis-Claude d'Aquin (1694-1772)

- De Chambre had twee afdelingen, de Musique de la Chambre en de Menus-Plaisirs, met aan het hoofd een hoge adellijke (de Premier Gentilhomme, vaak een hertog), de Grand chambellan (de opperkamerheer), die benoemd werd voor een jaar en na vier jaar weer werd herbenoemd. 
  - Aan het hoofd van de Chambre stond de Surintendant de la musique (de hoofdintendant van de muziek), die verantwoordelijk was voor de muzikale inhoud. De eerste surintendant was Pierre Guédron; Lodewijk XIV´s eerste surintendants waren Jean-Baptiste de Boesset en Jean-Baptiste Lully. De functie werd voor een half jaar bekleed. Een sous-maître, hiërarchisch geplaatst onder de surintendant, hield zich bezig met de koorknapen, de repetities en de zang. Deze sous-maître, waarvan Michel Lambert het langst heeft gediend, beschikte over een vocaal ensemble van ongeveer 40 personen. Daar kon hij solisten bij voegen (ordinaires en extraordinaires), die de koning zouden kunnen behagen. Daarnaast waren er de instrumentalisten, zoals de luitist Sébastien le Camus, de gambisten Nicolas Hotman, Marin Marais en Antoine Forqueray, de fluitisten Michel de la Barre en leden van de familie Hotteterre. Kern van het geheel was het klavecimbel, o.a. bespeeld door Jacques Champion de Chambonnières, Jean Henry d'Anglebert, François Couperin en Elisabeth Jacquet de la Guerre. Een beetje in de marge bevonden zich de violen, instrumenten die toen zeker niet hetzelfde aanzien hadden als ze later in de 18e eeuw zouden krijgen. De violen waren in twee secties verdeeld: de vingt et un (de 21), bijgenaamd de petite bande (het klein ensemble) of petits violons, en de vingt-quatre (de 24), bijgenaamd de grande bande (het groot ensemble). De 25e was de dirigent en de verantwoordelijke voor de repetities. Voor bals kwamen spelers, met name ook violisten, uit Parijs. Deze dansbegeleiders hadden zich los weten te maken van de verstikkende druk van de muziekgilden (de ménétriers; onsterfelijk gemaakt door het spottende klavecimbelwerk Les Fastes de la Grande et Ancienne Mxnxstrxxndxurs van Couperin), en, gesteund door de voormalige danser Lully en de komst van de nieuwe (viool)muziek van Arcangelo Corelli, weten te bereiken dat de viool in aanzien steeg tot hoog niveau.

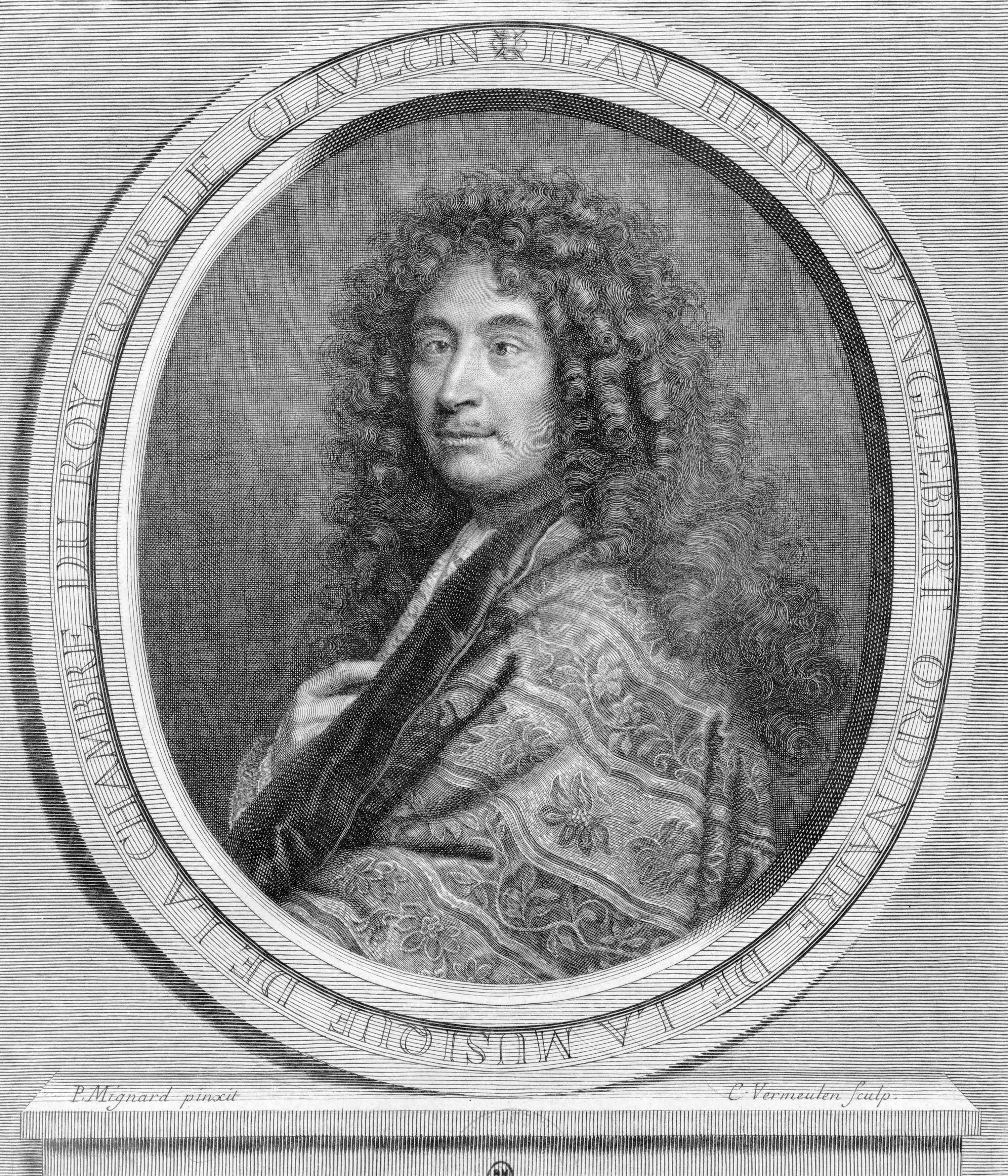
Jean-Henri d'Anglebert (1629–1691)
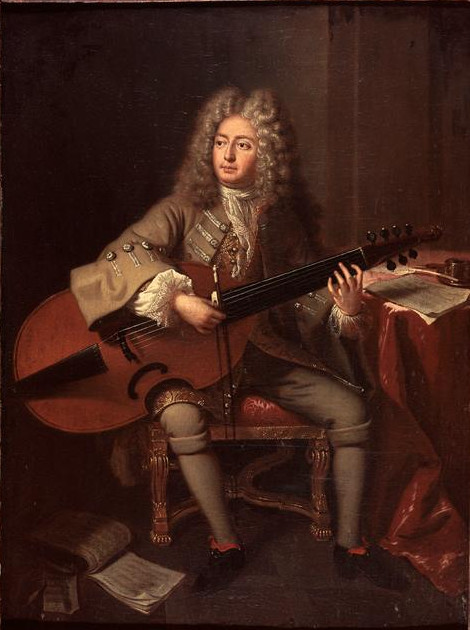
Marin Marais (1656–1728)
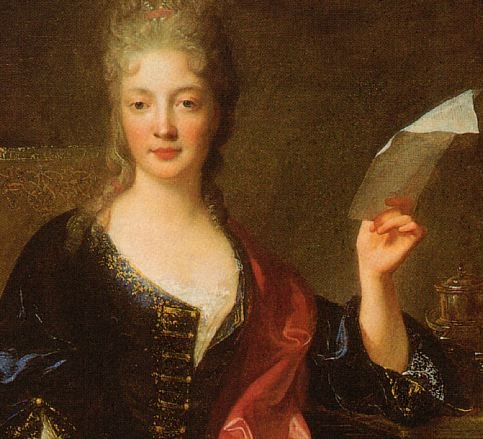
Elisabeth Claude Jacquet de la Guerre (1665–1729)
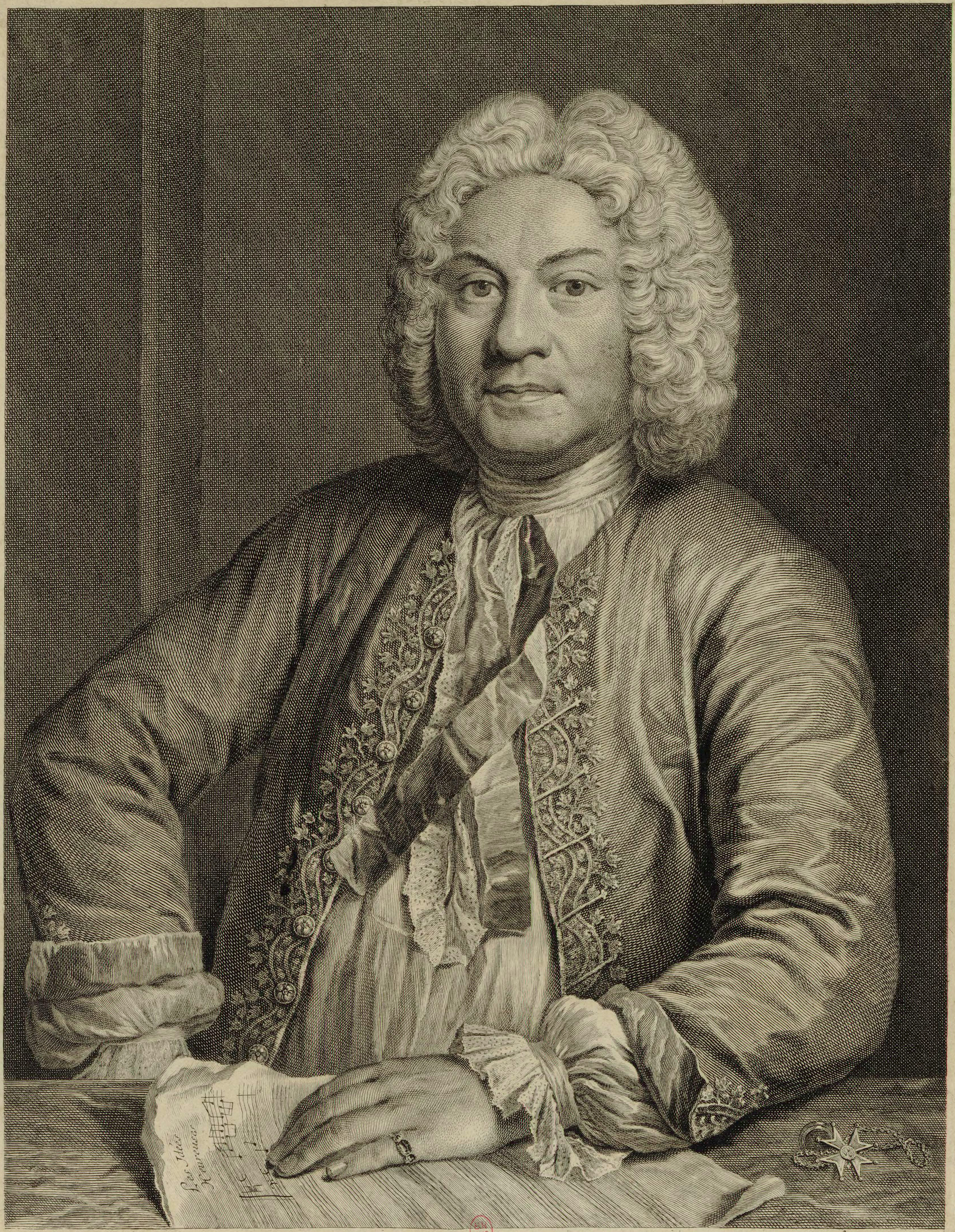
François Couperin (1668–1733)
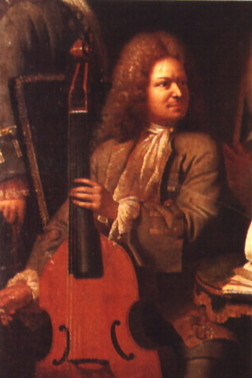
Antoine Forqueray (1672–1745)
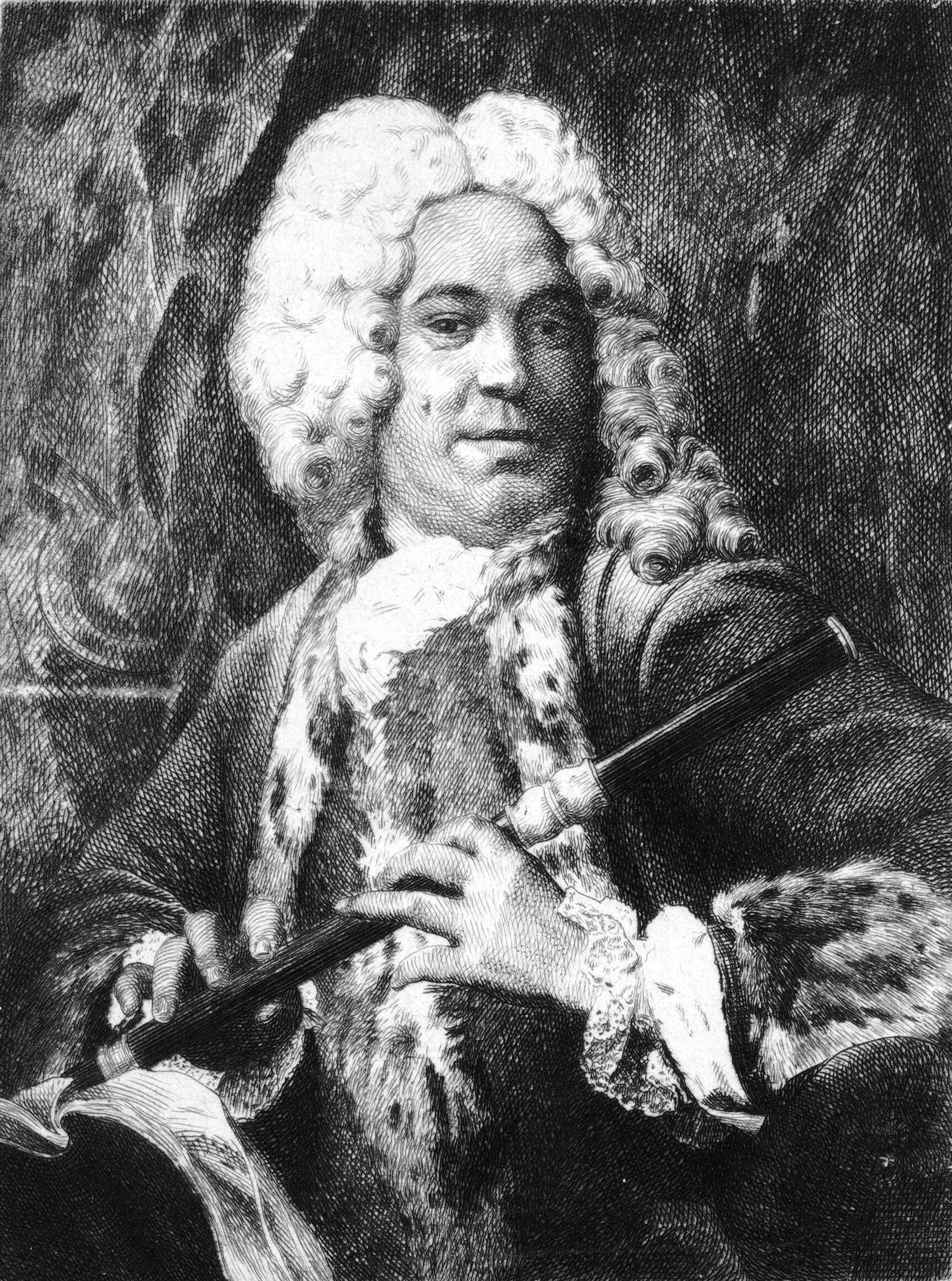
Michel de la Barre (1675–1745)

- - De Menus-plaisirs werd geleid door een Intendant des menus (de intendent van de programma's). Algemene taak van de Menus-plaisirs was het de koning mogelijk te maken te verschijnen als soeverein. Dit omvatte de menus, de affaires de la Chambre, de argenterie, de plaisirs:
    - De term Menus omvatte eigenlijk de kleine benodigdheden en toebehoren van de valets de chambre (de directe dienaren van de koning), de barbiers en de décoreurs, de livreien, de transportmiddelen, de tenten voor het slagveld, de sieraden en portretten die de koning als geschenk aanbood enz.
    - De Affaires de la Chambre (wat enigszins populair te vertalen is als: de spullen van de Chambre) betroffen de toiletbenodigdheden (NB. men dient te bedenken dat het toiletmaken van de koning een min of meer openbare ceremonie was), het badlinnengoed, de parfums en de jachtkleding.
    - De Argenterie had als verantwoordelijkheid de religieuze ceremonieën en de plechtige feesten, wijdingen, dopen, huwelijken en begrafenissen, het Te Deum, de feesten van de heilige Lodewijk, processies en carnaval.
    - De Plaisirs betrof de voorstellingen en feesten van het hof. Deze tak verzorgde de feesten in het Kasteel van Versailles en in de tuinen: muziek, dans, balletten, gekostumeerde bals, voorstellingen op de vijvers, soupers en feestmalen, openluchtvoorstellingen, feesten met vuurwerk en feestverlichting. Deze feesten stonden onder leiding van Jean-Baptiste Colbert, met inschakeling van Charles Le Brun, Jean-Baptiste Lully, Philippe Quinault, Molière, Jean Racine en de machinerieën van Carlo Vigarani.

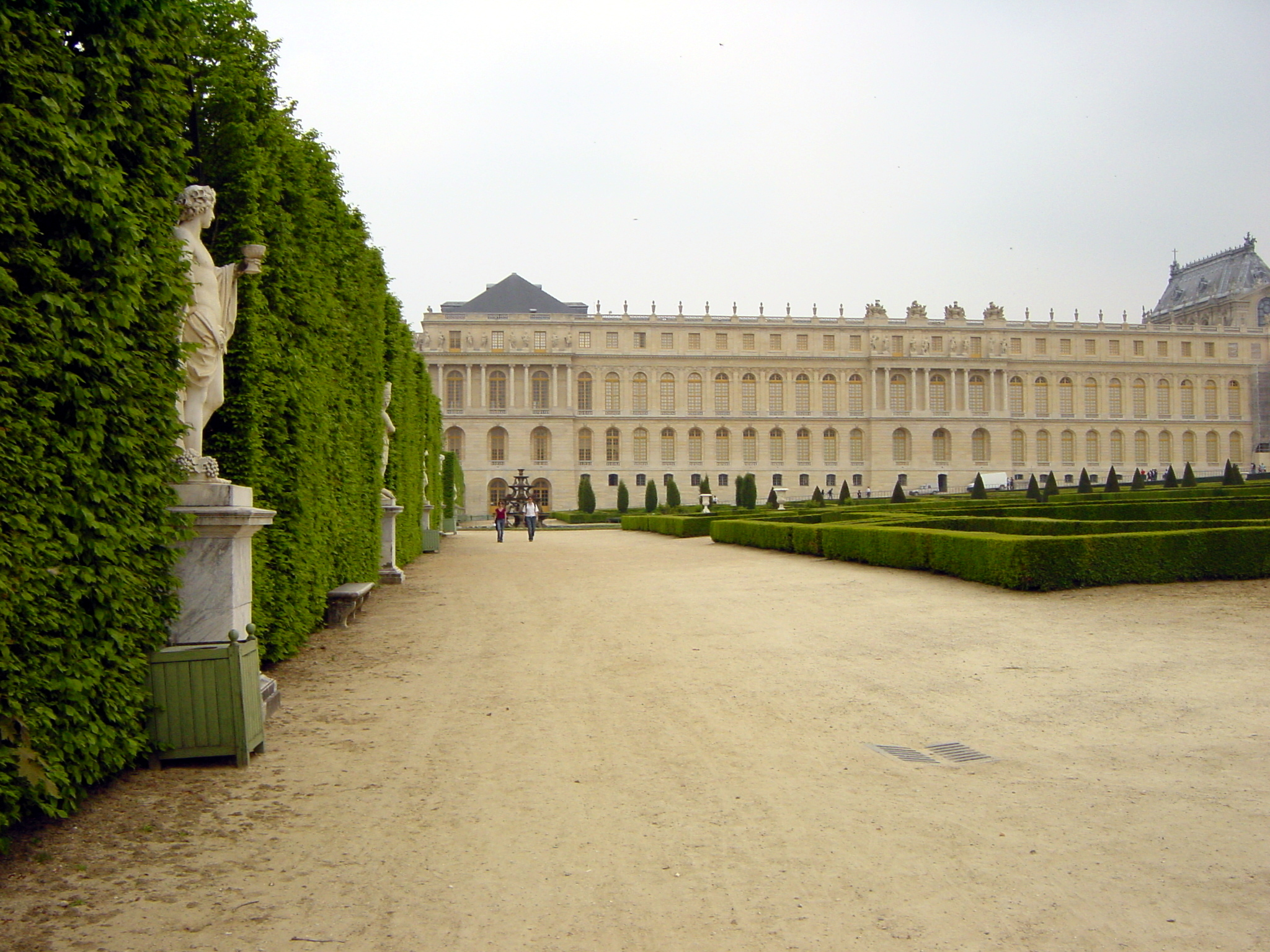
Kasteel van Versailles
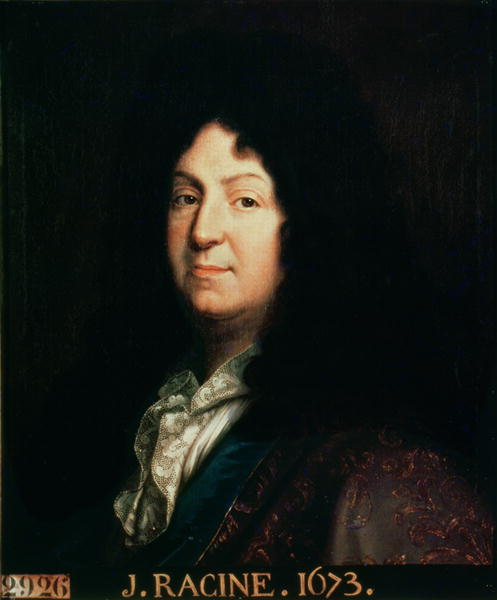
Jean Racine (1639–1699)

- De Écurie, met aan het hoofd de Grand écuyer (de opperstalmeester), bijgenaamd Monsieur le Grand, werd verdeeld in een Grande Écurie en een Petite Écurie, met aan het hoofd van elk een persoon (de Premier Écuyer) met dezelfde hiërarchische positie als de hoofden van de Chambre. Het hof had voortdurend te maken met officiële optredens, waarbij muziek van de Écurie noodzakelijk was: dragen van de vaandels voor het Te Deum, ontvangst van ambassadeurs, doopplechtigheden, huwelijken en begrafenissen van de koninklijke familie, vertrek voor de jacht te Fontainebleau, binnendragen van de gerechten tijdens feestmaaltijden, het aanbieden van nieuwe wetten, benoemingen tot ridder van de Saint-Esprit, begeleiden van de tochten per koets op de terrassen van Saint-Germain of per boot op de vijvers van Versailles. De muzikale leden hadden nog de traditionele titels uit de Valois-tijd, inclusief de verwijzing naar ook toen al in onbruik geraakte instrumenten. De musici van de 'hauts instruments' waren in 5 groepen verdeeld: 1. trompettisten; 2. bespelers van de viool[3], de hobo, de bazuin en de kornet; 3. bespelers van de musette en de jachthobo; 4. fluitisten en trommelslagers; 5. kromhoornbespelers en bespelers van de tromba marina (een eensnarig strijkinstrument dat door middel van flageoletten wordt bespeeld). Een aantal van de instrumenten was al onbruik geraakt en men verving dit door contemporaine instrumenten, maar met behoud van de oorspronkelijke benaming. Ook de Écurie leverde een aantal grote namen op: (wederom) de familie Hotteterre, Danican Philidor en Nicolas Chédeville voor de hobo.

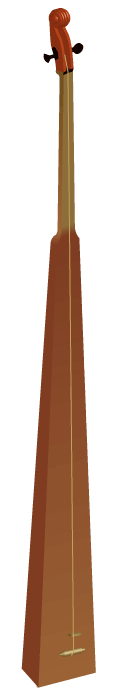
Tromba marina
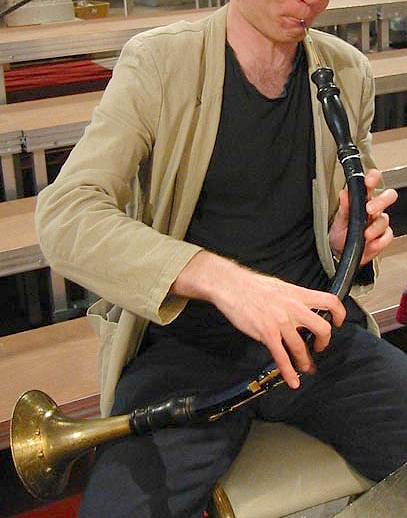
Jachthobo
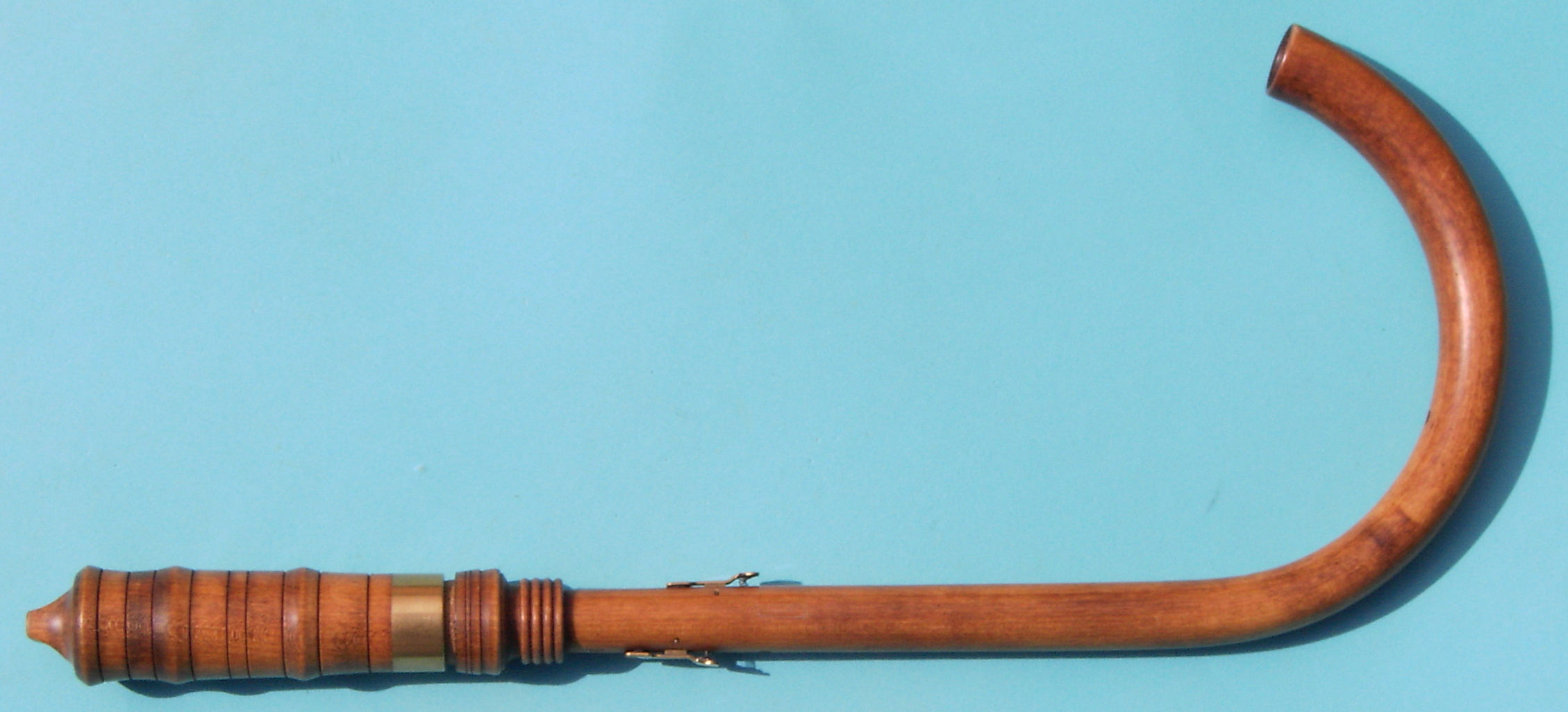
Kromhoorn